# 小矢部市立蟹谷中学校
小矢部市立蟹谷中学校（おやべしりつ かんだちゅうがっこう）は、富山県小矢部市にある市立中学校。

## 概要
木造校舎であったが山を切り開いて平成2年に鉄筋コンクリート造りの校舎となった。
全日本中学生ホッケー選手権大会で、男子は1971年（昭和46年） - 1973年（昭和48年）・1975年（昭和50年）・1979年（昭和54年）、女子は1972年（昭和47年）・2007年（平成19年）・2013年（平成25年）の優勝経験がある。

## 通学区域
通学区域は蟹谷小学校校区。